# Rhipidure dimorphe
Rhipidura brachyrhyncha
Espèce
Statut de conservation UICN

 LC  : Préoccupation mineure
Le Rhipidure dimorphe (Rhipidura brachyrhyncha) est une espèce de passereau de la famille des Rhipiduridae.

## Distribution
Cet oiseau est endémique des régions montagneuses de Nouvelle-Guinée.

## Habitat
Il habite les montagnes humides des régions tropicales et subtropicales.

## Sous-espèces
Cet oiseau est représenté par deux sous-espèces :
- Rhipidura brachyrhyncha brachyrhyncha Schlegel 1871
- Rhipidura brachyrhyncha devisi North 1898

## Publication originale
- Schlegel, 1871  Observations zoologiques V. Nederlandsch Tijdschrift voor De Dierkunde, vol. 4, p. 33-55.